# Костинський Сергій Анатолійович
Сергі́й Анато́лійович Костинський (нар. 19 січня 1982, смт Первомайське, Первомайський район, АР Крим) — ексчлен Національної ради України з питань телебачення і радіомовлення (2015—2020).

## Життєпис
2004 — закінчив Таврійський екологічний інститут, спеціальність — «Політологія», кваліфікація — спеціаліст політології, викладач соціально-політичних дисциплін.
2004—2005 — прессекретар ТОВ «Сучасні інформаційні технології» (м. Сімферополь).
2006—2007 — спеціаліст зі зв'язків з громадськістю ДП "РА «Правильний вибір» (м. Сімферополь).
2007—2008 — головний редактор газети «Прайм», ДП «РА „Правильний вибір“» (м. Сімферополь).
2008—2008 — редактор газети «Прайм», ПП «Видавництво „Літера“» (м. Сімферополь).
З 2007 — співзасновник, директор ТОВ «Фонд стратегічного консалтингу» (м. Сімферополь).
З 2014 — політичний експерт ГО «Кримський інститут стратегічних досліджень».
Очолював дослідницьку організацію «Фонд стратегічного консалтингу» (м. Сімферополь).
Покинув Автономну Республіку Крим у зв'язку з її окупацією.
З травня 2014 р. до квітня 2015 р. був позаштатним оглядачем Крим.Реалії — кримським проєктом української служби Радіо Свобода, публікував аналітичні і публіцистичні тексти.
2015 року працював радником Міністра інформаційної політики України Юрія Стеця з питань інформаційної політики Криму.
14 вересня 2015 року Президентом України Петром Порошенком призначений членом Національної ради України з питань телебачення і радіомовлення — указ № 544/2015.
4 березня 2020 року Президент України Володимир Зеленський припинив повноваження Костинського як члена Національної ради України з питань телебачення і радіомовлення.
З початком вторгнення Росії в Україну вступив до сил територіальної оборони ЗСУ в Києві.